# Roméo et Juliette au tombeau des Capulet
Pour les articles homonymes, voir Roméo et Juliette (homonymie).
Roméo et Juliette au tombeau des Capulet est un tableau du peintre français Eugène Delacroix réalisé en 1851. Cette huile sur papier marouflé sur toile illustre la troisième scène du cinquième acte de Roméo et Juliette, la fameuse pièce du dramaturge anglais William Shakespeare. Elle représente Roméo Montaigu soutenant le corps inanimé de Juliette Capulet, qui est à moitié nue, peu avant qu'il ne se suicide de désespoir la croyant morte. Montrée à l'Exposition universelle de 1855 à Paris, l'œuvre y est notamment remarquée par Théophile Gautier. Elle fait partie des collections du musée national Eugène-Delacroix, depuis son acquisition en 2008.